# سیارک ۱۳۱۵۰
سیارک ۱۳۱۵۰ (به انگلیسی: 13150 Paolotesi، نامگذاری:1995FS) سیزده هزار و صد و پنجاهمین سیارک کشف شده‌است که در ۲۳ مارس ۱۹۹۵ کشف شد.
قدر مطلق سیارک برابر ۱۳٫۱۰ است.